# Klępnica
Klępnica (niem. Glietzig) – wieś sołecka w północno-zachodniej Polsce, położona w województwie zachodniopomorskim, w powiecie łobeskim, w gminie Łobez, przy linii kolejowej 202 Gdańsk-Stargard, z przystankiem Klępnica. Wieś leży nad południowym brzegiem jeziora Klępnicko. Według danych z 29 września 2014 r. wieś miała mieszkańców 85 mieszkających w 19 domach.
W latach 1818–1945 miejscowość administracyjnie należała do Landkreis Regenwalde (Powiat Resko) z siedzibą do roku 1860 w Resku, a następnie w Łobzie i liczyła mieszkańców w roku 1933 – 262, a w roku 1939 – 253. 
W latach 1975–1998 miejscowość administracyjnie należała do województwa szczecińskiego.
Klępnica to niewielka wieś o średniowiecznym rodowodzie (niegdyś należała do rodu Borków). We wsi zachował się w dobrym stanie pałac wzniesiony w XIX w. Groby jego przedwojennych właścicieli (rodziny Splittgerberów) przetrwały na miejscowym, nieużytkowanym już cmentarzu. Pałac posiada dwie kondygnacje, przybudówkę oraz ozdobiony jońskimi kolumnami ryzalit ogrodowy.

## Osoby urodzone lub związane z Klępnicą
- Christoph Friedrich Berend von Borcke, także von Borck (ur. 11 stycznia 1689, zm. 22 lipca 1770 w Wangerin) — pruski starosta (Landrat), który od około 1722 aż do śmierci kierował powiatem Borcków na Pomorzu Zachodnim. Właściciel majątku ziemskiego w Klępnicy.